# Dufourea nigrohirta
Dufourea nigrohirta är en biart som först beskrevs av Warncke 1979.  Dufourea nigrohirta ingår i släktet solbin, och familjen vägbin. Inga underarter finns listade i Catalogue of Life.